# Валониевые
Валониевые (лат. Valoniaceae) — семейство зелёных водорослей из порядка кладофоровых (Cladophorales).
Большая часть представителей имеет сифонокладальный тип дифференциации таллома, то есть это одна клетка с большим количеством ядер.

## Список родов
Некоторые роды семейства:
- Boodlea G.Murray & De Toni, 1889
- Cystodictyon J.E.Gray, 1866
- Dictyosphaeria Decne. ex Endl., 1843
- Ernodesmis F.Borgesen, 1912
- Struvea Sond., 1845
- Valonia C.Agardh — Валония, 1823
- Ernodesmis Børgesen
- Petrosiphon M.Howe